# Копіївка (Гайсинський район)
Копії́вка — село в Україні, у Дашівській селищній громаді Гайсинського району Вінницької області. Розташоване за 29 км на південний схід від міста Іллінці. Населення становить 518 осіб (станом на 1 січня 2018 р.).

## Історія
7 (20) листопада 1917 року, відповідно до Третього Універсалу Української Центральної Ради, увійшло до складу Української Народної Республіки.
12 червня 2020 року, відповідно розпорядження Кабінету Міністрів України № 707-р «Про визначення адміністративних центрів та затвердження територій територіальних громад Вінницької області», село увійшло до складу Дашівської селищної громади.
19 липня 2020 року, в результаті адміністративно-територіальної реформи і ліквідації Іллінецького району, село увійшло до складу Гайсинського району.

## Населення
Згідно з переписом УРСР 1989 року чисельність наявного населення села становила 637 осіб, з яких 258 чоловіків та 379 жінок.
За переписом населення України 2001 року в селі мешкало 639 осіб.

### Мова
Розподіл населення за рідною мовою за даними перепису 2001 року:
Розподіл населення за рідною мовою за даними перепису 2001 року:
| Мова       | Чисельність | Відсоток |
| ---------- | ----------- | -------- |
| українська | 634         | 98,14%   |
| російська  | 8           | 1,24%    |
| румунська  | 4           | 0,62%    |
| Усього     | 646         | 100%     |

## Галерея

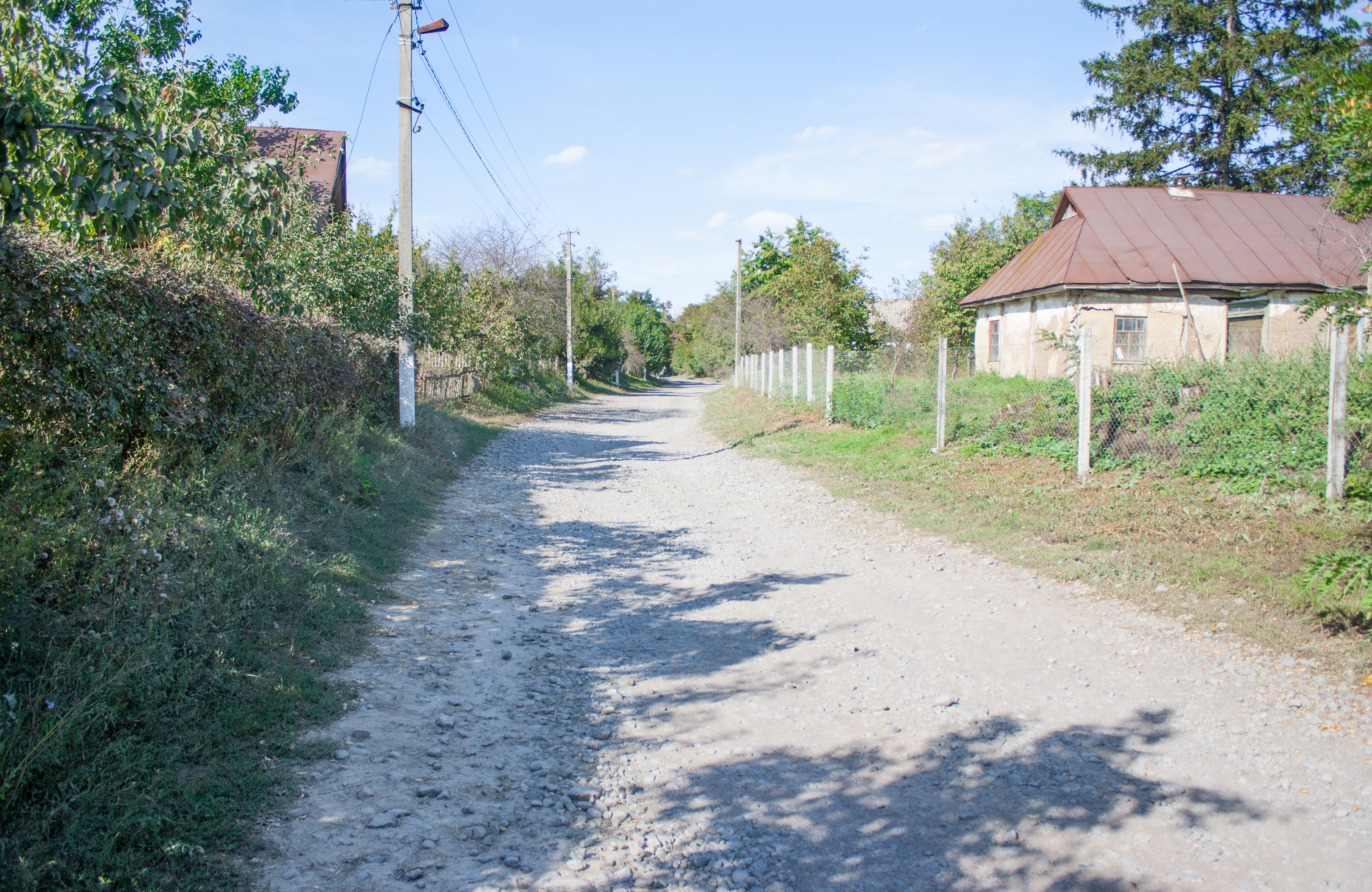
Вулиця Жовтнева
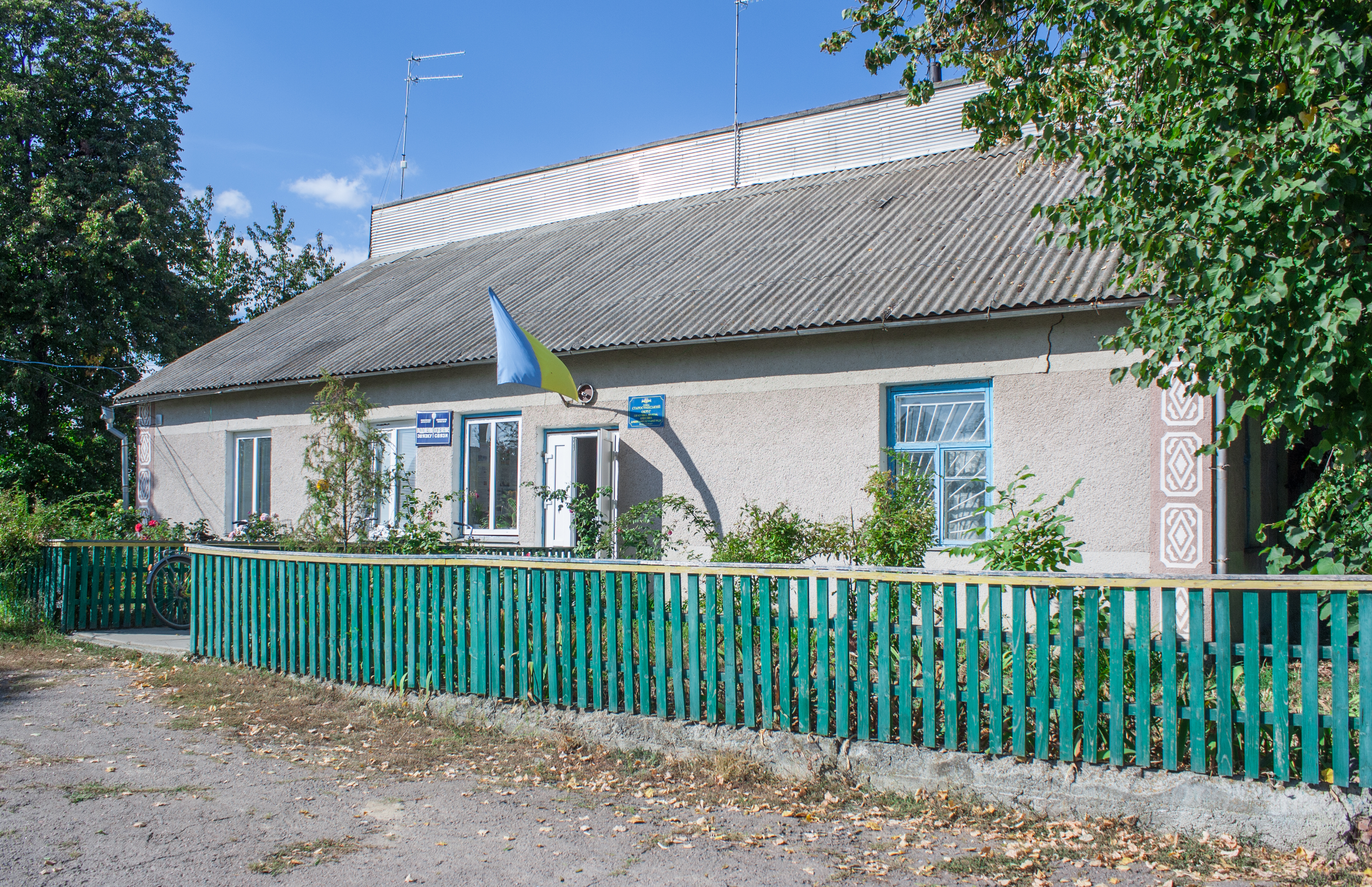
Сільська рада
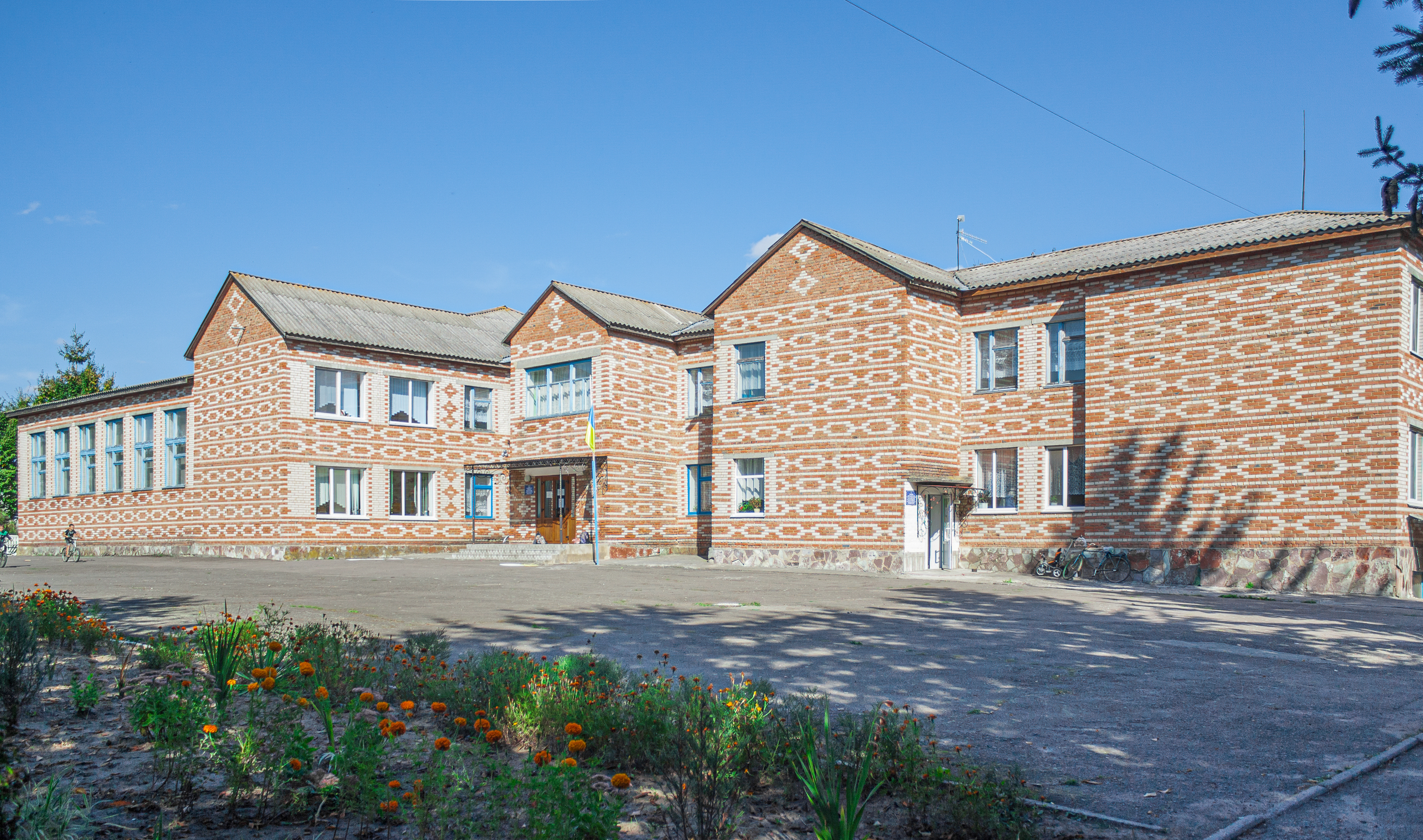
Школа
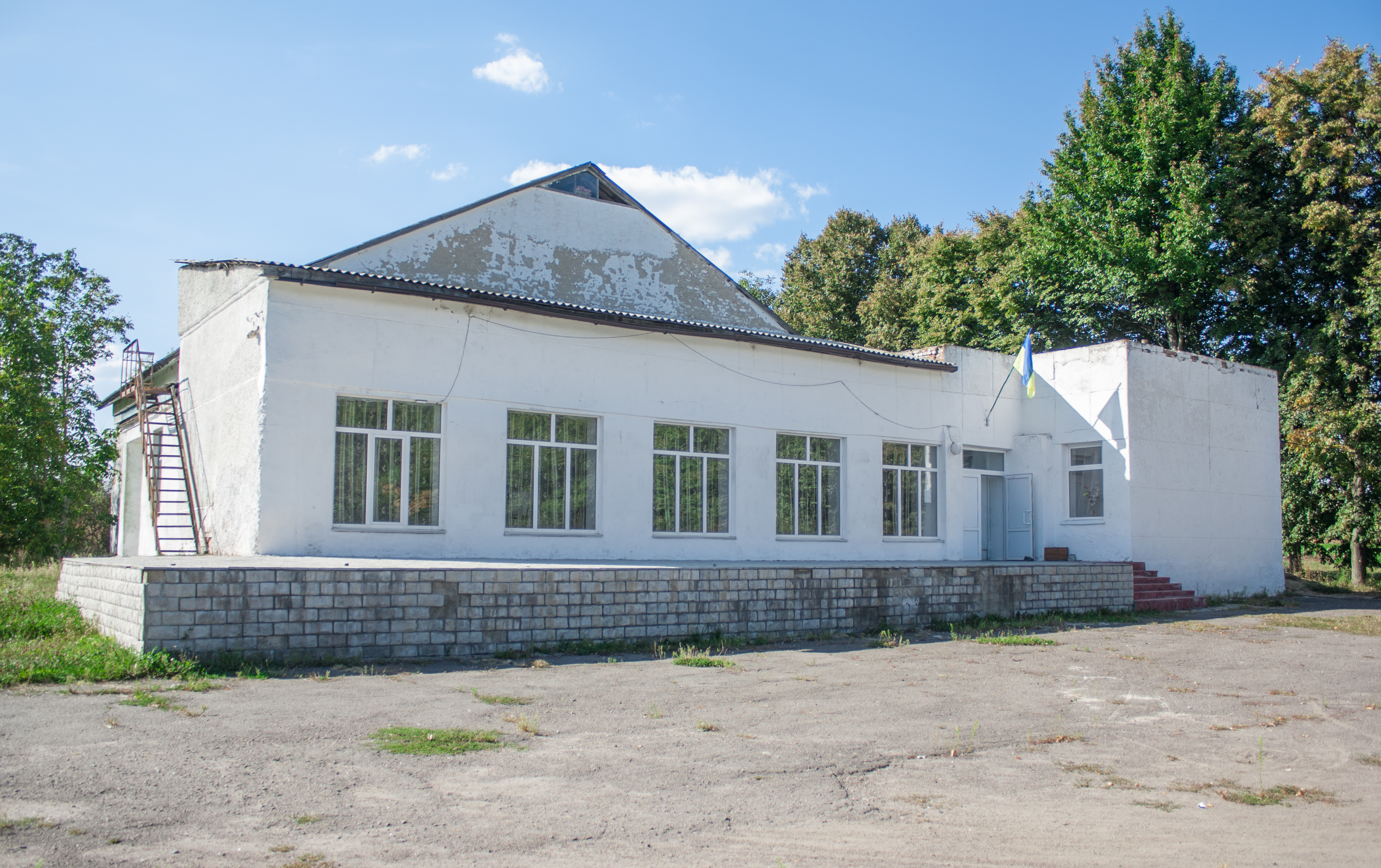
Будинок культури
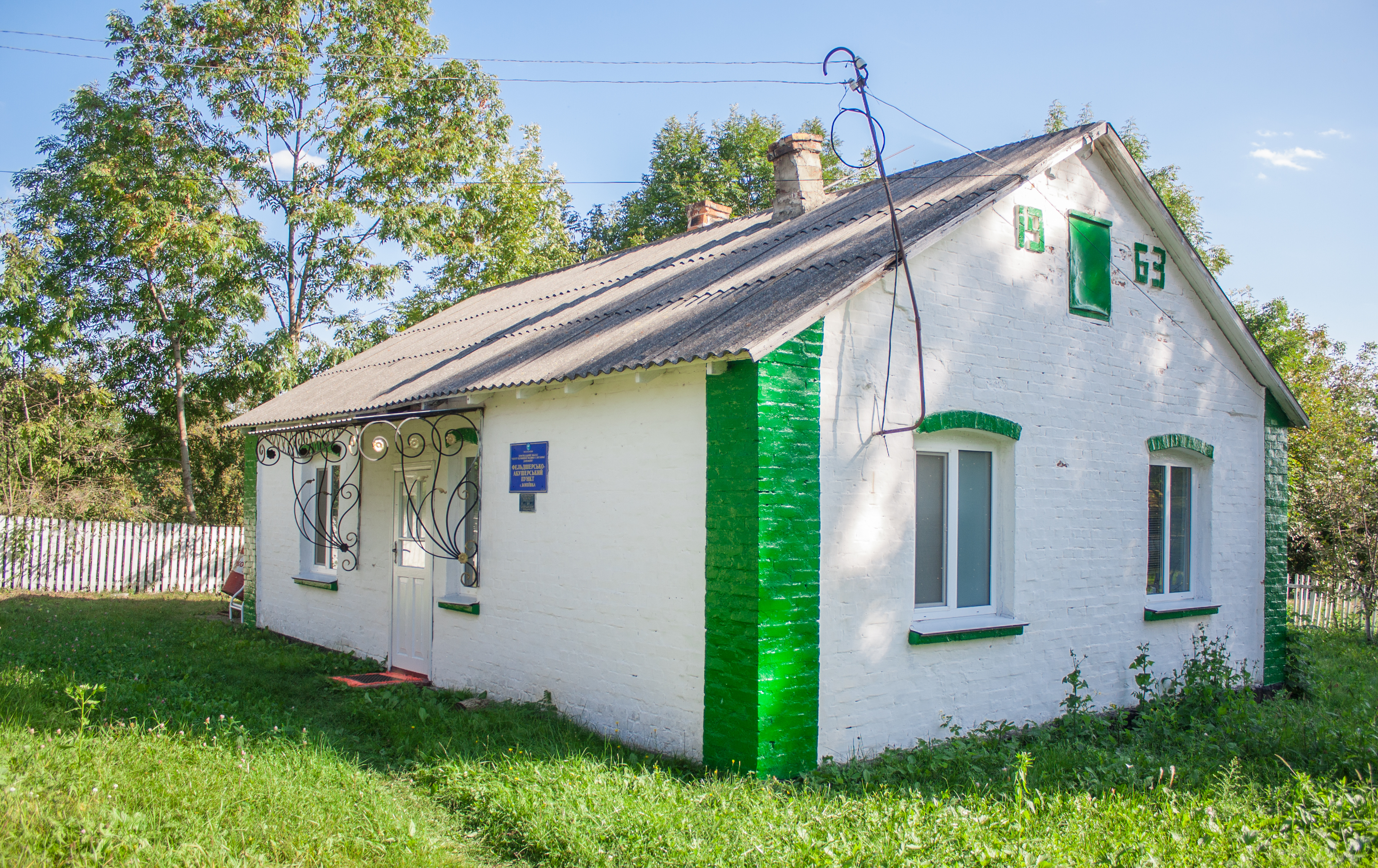
ФАП
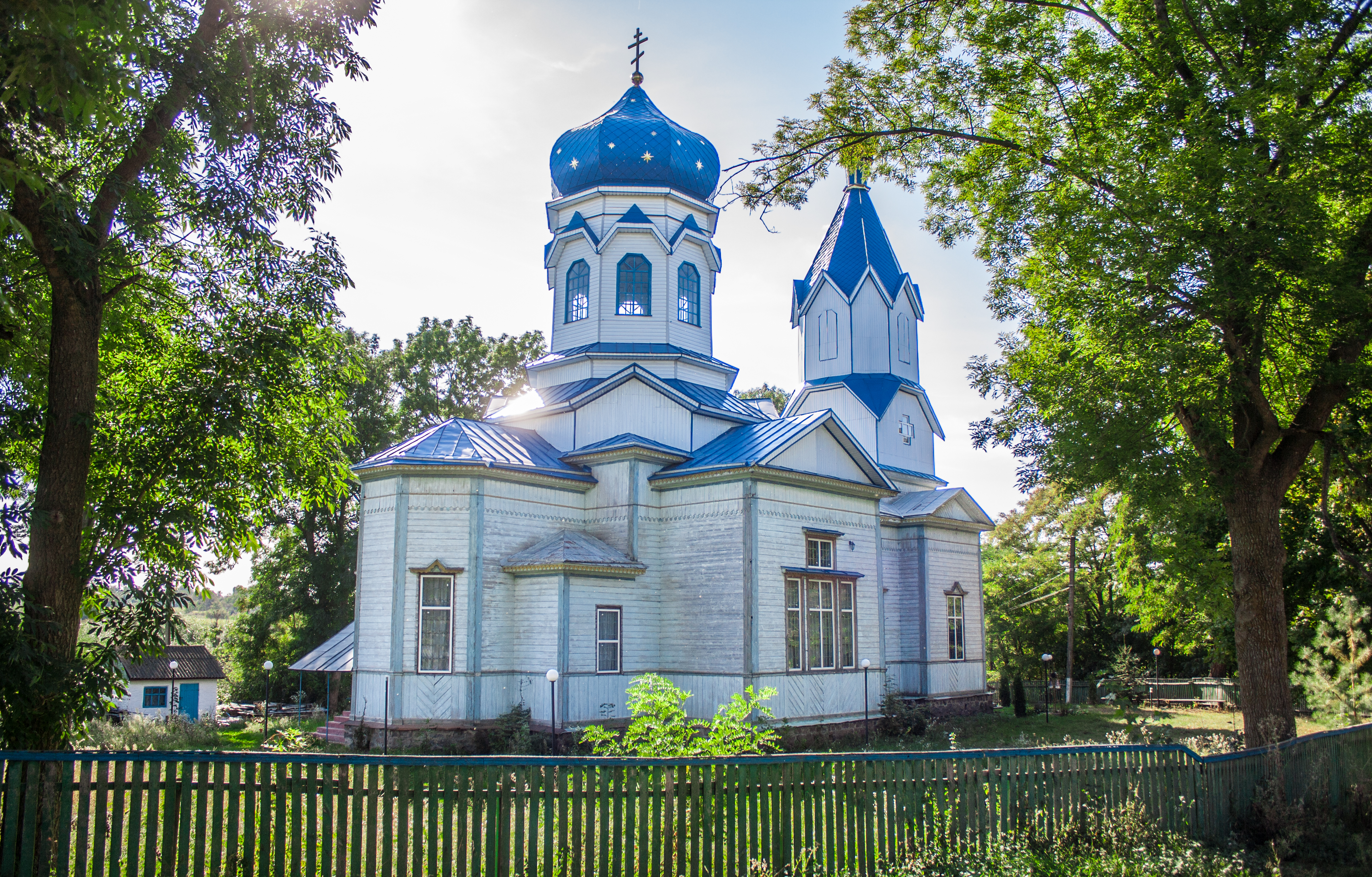
Церква Святої Параскеви (XIX—XX ст.)
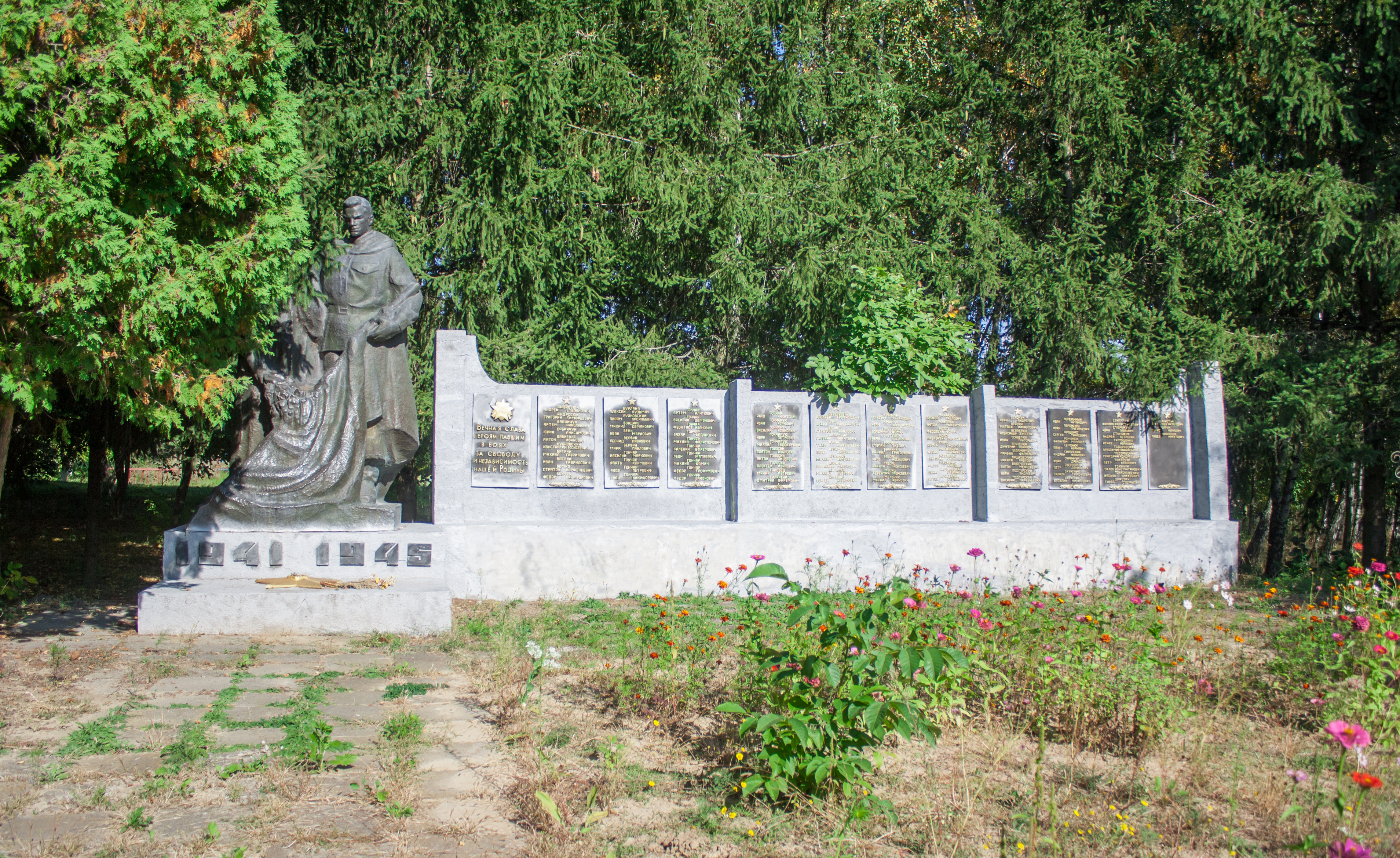
Пам'ятник воїнам-односельцям